# Франческо Б'янкі (композитор)
Джузеппе Франческо Б'янкі (італ. Giuseppe Francesco Bianchi; 1752, Кремона — 27 листопада 1810, Лондон) — італійський оперний композитор.
Навчався в Неаполі у Паскуале Кафаро та Нікколо Йоммеллі, в 1772 році дебютував в Кремоні оперою «Юлій Сабін» (італ. Giulio Sabino). У 1775–1778 рр. служив клавесиністом в Італійській опері в Парижі. У 1779 претендував на місце капельмейстера Міланського собору, але поступився Джузеппе Сарті, пізніше деякий час був його помічником. У 1785–1797 рр., з дворічною перервою, виконував обов'язки органіста в Базиліці Святого Марка у Венеції. Одночасно продовжував плідно працювати в оперному жанрі, домігшись найбільшого успіху з операми «Кастор і Поллукс» (1780, Флоренція) і «Тарара» (1792, Венеція). У 1798–1800 рр. очолював оперний театр в Дубліні, взагалі на рубежі століть багато писав для британської оперної сцени (в тому числі у співпраці з Лоренцо да Понте), а з 1804 року — переважно для Парижа. Покінчив життя самогубством.
Серед учнів Б'янкі венеційського періоду був, зокрема, Катерино Кавос, лондонського періоду — Генрі Роулі Бішоп.